# گووزفلد
گووزفلد (به آلمانی: Goosefeld) یک شهر در آلمان است که در رندسبورگ-اکرنفورده واقع شده‌است.
 گووزفلد  ۷۶۶ نفر جمعیت دارد.